# Пулитцеровская премия 1920 года
Лауреаты четвёртой Пулитцеровской премии были объявлены 2 июня 1920 года в Школе журналистики Колумбийского университета в Нью-Йорке. В состав жюри вошли 12 человек, в том числе президент Колумбийского университета Николас Мюррей Батлер и Ральф Пулитцер, сын основателя Пулитцеровской премии и редактор газеты The New York World.

## Журналистика
- За служение обществу
  - Награда не вручалась. Члены жюри рекомендовали присудить награду газете Minneapolis Daily News за её кампанию по американизации, но Консультативный совет отказался присуждать награду[4].
- За репортаж
  - Джон Лири-младший[англ.] из New York World за серию статей, написанных во время забастовки Объединённых горняков 1919 года.
- За редакционный комментарий
  - Харви Ньюбранч из Evening World Herald (Омаха) за редакционную статью под названием «Закон и джунгли» (англ. Law and the Jungle), осуждающую расовые беспорядки в Омахе в 1919 году[5]. Обоснование награды: «за лучшую редакционную статью, написанную в течение года, критерием которой является чёткость стиля, нравственная цель, здравая аргументация и способность повлиять на общественное мнение в верном направлении».

## Не присуждённые премии
Премия за историю газеты (Newspaper History) не присуждалась, так как жюри не было представлено ни одной работы. Один из новых членов жюри предлагал на премию за повесть (Novel) «Явайский пик» Джозефа Гершсгеймера (1919), однако по результатам дискуссий было принято решение не присуждать премию в 1920 году.

## Жюри
В состав Наградной комиссии Пулитцеровской премии, действовавшей в 1920 году, вошли новые члены. В неё входили следующие персоны:
| Наградная комиссия Пулитцеровской премии 1920 года | Наградная комиссия Пулитцеровской премии 1920 года | Наградная комиссия Пулитцеровской премии 1920 года | Наградная комиссия Пулитцеровской премии 1920 года |
| П/п                                                | Представитель                                      | Должность                                          | Организация                                        |
| -------------------------------------------------- | -------------------------------------------------- | -------------------------------------------------- | -------------------------------------------------- |
| 1                                                  | Николас Батлер                                     | Президент университета                             | Колумбийский университет                           |
| 2                                                  | Соломон Гриффин (Solomon B. Griffin)               | Ответственный редактор                             | The Republican, Спрингфилд                         |
| 3                                                  | Джон Хитон (John Langdon Heaton)                   | Автор редакционных статей                          | New York World                                     |
| 4                                                  | Артур Хау (Arthur M. Howe)                         | Редактор                                           | Brooklyn Daily Eagle                               |
| 5                                                  | Виктор Лоусон                                      | Издатель, редактор                                 | Chicago Daily News                                 |
| 6                                                  | Чарльз Миллер                                      | Редактор                                           | «Нью-Йорк таймс»                                   |
| 7                                                  | Эдвард Пейдж Митчелл                               | Главный редактор                                   | The New York Sun                                   |
| 8                                                  | Роберт Линкольн О'Брайен (Robert Lincoln O'Brien)  | Редактор                                           | The Boston Herald                                  |
| 9                                                  | Ральф Пулитцер                                     | Издатель. Старший сын учредителя премии, наследник | The New York World                                 |
| 10                                                 | Мелвилл Стоун                                      | Генеральный директор                               | «Ассошиэйтед Пресс»                                |
| 11                                                 | Чарльз Тэйлор                                      | Редактор, издатель                                 | «Бостон Глоб»                                      |
| 12                                                 | Сэмюэл Уэллс (Samuel Calvin Wells)                 | Главный редактор                                   | The Philadelphia Press                             |